# Barney & Friends
Barney & Friends is een Amerikaanse educatieve kinderserie, gericht op kinderen van 1 tot 8 jaar. De serie ging in première op 6 april 1992 en draait om een paarse, antropomorfe Tyrannosaurus Rex genaamd Barney.
De serie is in de loop der jaren door verschillende bedrijven geproduceerd. Uitzendingen vinden in de Verenigde Staten plaats op PBS. Sinds 2009 zijn er geen nieuwe afleveringen meer geproduceerd.

## Achtergrond
Het personage Barney werd in 1987 bedacht door Sheryl Leach, toen ze nadacht over een mogelijk nieuw televisieprogramma dat haar zoon zou aanspreken. Samen met een team maakte ze een reeks video’s, Barney and the Backyard Gang. De video’s waren een redelijk succes, en trokken de aandacht van PBS. Hier kreeg Leach een contract om een televisieserie rondom haar personage te maken.
De serie werd geproduceerd door Lyrick Studios tot aan 2001. Daarna nam HIT Entertainment het over. Sheryl Leach verliet de serie in 2002.
De serie is behalve in de Verenigde Staten ook vertoond in Nederland, Canada, Mexico, het Verenigd Koninkrijk, Frankrijk, Ierland, Italië, Japan (via dvd’s), Turkije, Nieuw-Zeeland, en de Filipijnen. Verder bestaan er 2 niet-Amerikaanse remakes van de serie: de Israëlische serie Hachaverim shel Barney en de Zuid-Koreaanse serie Baniwa Chingudeul.
De show kreeg pas het zevende seizoen in het Nederlands.

## Noemenswaardige gastrollen
In de loop der jaren hebben tientallen kinderen meegespeeld in de serie of de op de serie gebaseerde films. De meeste van hen kwamen uit Texas. Enkele beroemdheden die als kind in de serie meespeelden zijn:
- Debby Ryan (tiener in Barney: Let's Go to the Firehouse)
- Selena Gomez (Gianna in seizoen 7 en 8)
- Tory Green (Sarah in Barney's Colorful World)
- Demi Lovato (Angela in seizoen 7 en 8)
- Trevor Morgan (Cody in Barney's Great Adventure)
- Madison Pettis (Bridget tijdens seizoen 10)
- Kyla Pratt (Marcella in Barney's Great Adventure)
- Nonnie (Kathy in seizoen 1 en 2)
- Daven Wilson (Jackson in seizoen 8 - 10)
- Jessica Zucha (Tina in seizoen 1 en 2)

## Stemverdeling
| Personage | Stem              | Stem                  |
| --------- | ----------------- | --------------------- |
| Barney    | Dean Wendt (S07-) | Hans Somers           |
| Baby Bop  | Julie Johnson     | Lizemijn Libgott      |
| BJ        | Patty Wirtz       | onbekende stemactrice |

## Kritiek
Hoewel de serie populair bleek bij de gewenste doelgroep, wordt hij door oudere kinderen en volwassenen vaak afgekraakt. Veelgehoorde kritiek is dat de serie te optimistisch, eenzijdig en zoetsappig zou zijn. Ook de stem en het gebrek aan gelaatsuitdrukkingen bij Barney zijn vaak onderwerp van kritiek. In 2002 belandde Barney & Friends op de 50e plaats van TV Guide's lijst van de 50 slechtste tv-series aller tijden. Er is zelfs bekendgemaakt dat de makers voor David Joyner (de eerste acteur die de rol van Barney vertolkte) een andere acteur op het oog hadden, deze werd echter al meteen na de eerste auditie ontslagen, nadat bleek dat deze acteur pedofiel is.
Dit alles heeft geleid tot de zogenaamde anti-Barney humor; het verschijnsel dat de show veelvuldig wordt geparodieerd of anderszins belachelijk gemaakt in populaire media en op internet. Een bekend anti-Barney lied is Tony Mason’s "Barney's on Fire" (wat vaak onterecht wordt toegeschreven aan "Weird Al" Yankovic). Op internet bestaat een fictieve jihad tegen de serie genaamd The Jihad to Destroy Barney.

## Speciale afleveringen en films (Engels geselecteerd)
- Barney in Concert (1991)
- Barney's Imagination Island (1994) - speciaal
- Barney Live in New York City (1994) - speciaal
- Barney's Great Adventure (1998) - bioscoopfilm met Trevor Morgan en Kyla Pratt
- Barney's Big Surprise (1998) - vervolg
- Barney: The Land of Make Believe (2005) - video